# Toussaint-Bernard Émeric-David
Toussaint-Bernard Émeric-David (20. srpna 1755, Aix-en-Provence – 2. dubna 1839, Paříž) byl francouzský historik umění a politik.

## Životopis
Syn obchodníka, který studoval práva; doktorát dokončil v roce 1755. Byl advokátem a po krátké období i starostou rodného města. V roce 1809 byl povolán do Corps législatif a v roce 1814 se stal poslancem. Vzdal se politiky pro literární aktivity a v roce 1816 byl zvolen do Académie des inscriptions et belles-lettres.

## Dílo
- Recherches sur l'art statuaire, considéré chez les anciens et chez les modernes, ou Mémoire sur cette question proposée par l'Institut national de France : Quelles ont été les causes de la perfection de la sculpture antique et quels seroient les moyens d'y atteindre ? 1805
- Discours historique sur la peinture moderne, 1806
- Discours historique sur la gravure en taille-douce et sur la gravure en bois, 1808
- Histoire littéraire de la France, svazky XVII-XX, jako spolupracovník, 1832–1842
- Jupiter, recherches sur ce dieu, sur son culte et sur les monuments qui le représentent, ouvrage précédé d'un Essai sur l'esprit de la religion grecque, 2 svazky, 1833
- Notices pour servir à l'histoire littéraire des troubadours, 1835
- Vulcain, recherches sur ce dieu, sur son culte et sur les principaux monuments qui le représentent, 1838
- Histoire de la peinture au moyen âge, suivie de l'histoire de la gravure, du discours sur l'influence des arts du dessin et du Musée olympique, 1842
- Vies des artistes anciens, sebráno a publikováno Paulem Lacroixem, 1853
- Histoire de la sculpture antique, poznámkami opatřil Jean Du Seigneur, publikoval Paul Lacroix, 1853